# 杜强
杜强（1962年7月—），山东历城人，中华人民共和国政治人物。

## 生平
1990年1月加入中国共产党。曾供职于天津市财政局。1999年，担任天津市财政局财政监督处副处长。2000年11月，担任天津市财政局办公室副主任。2006年，担任天津市财政局副局长。2007年3月，担任天津市人民政府金融服务办公室副主任。2010年，担任天津市委金融工作委员会副书记，市人民政府金融服务办公室主任。2014年，担任天津市金融工作局党委书记、局长。2015年6月，升任天津市人民政府副秘书长。2017年11月，因严重违纪被调查。